# آدام و پاول
آدام و پاول (انگلیسی: Adam & Paul) فیلمی در ژانر کمدی-درام و درام به کارگردانی لنی آبراهامسون است که در سال ۲۰۰۴ منتشر شد.

## خلاصه فیلم
فیلم یک روز از زندگی "پاول" و "آدام"، دو معتاد به هروئین در دوبلین را دنبال می‌کند. آدام قد بلندتر و کمی باهوشتر است در حالی‌که پاول بیشتر به عنوان دست راستش شناخته می‌شود...